# Tour de Timor 2017

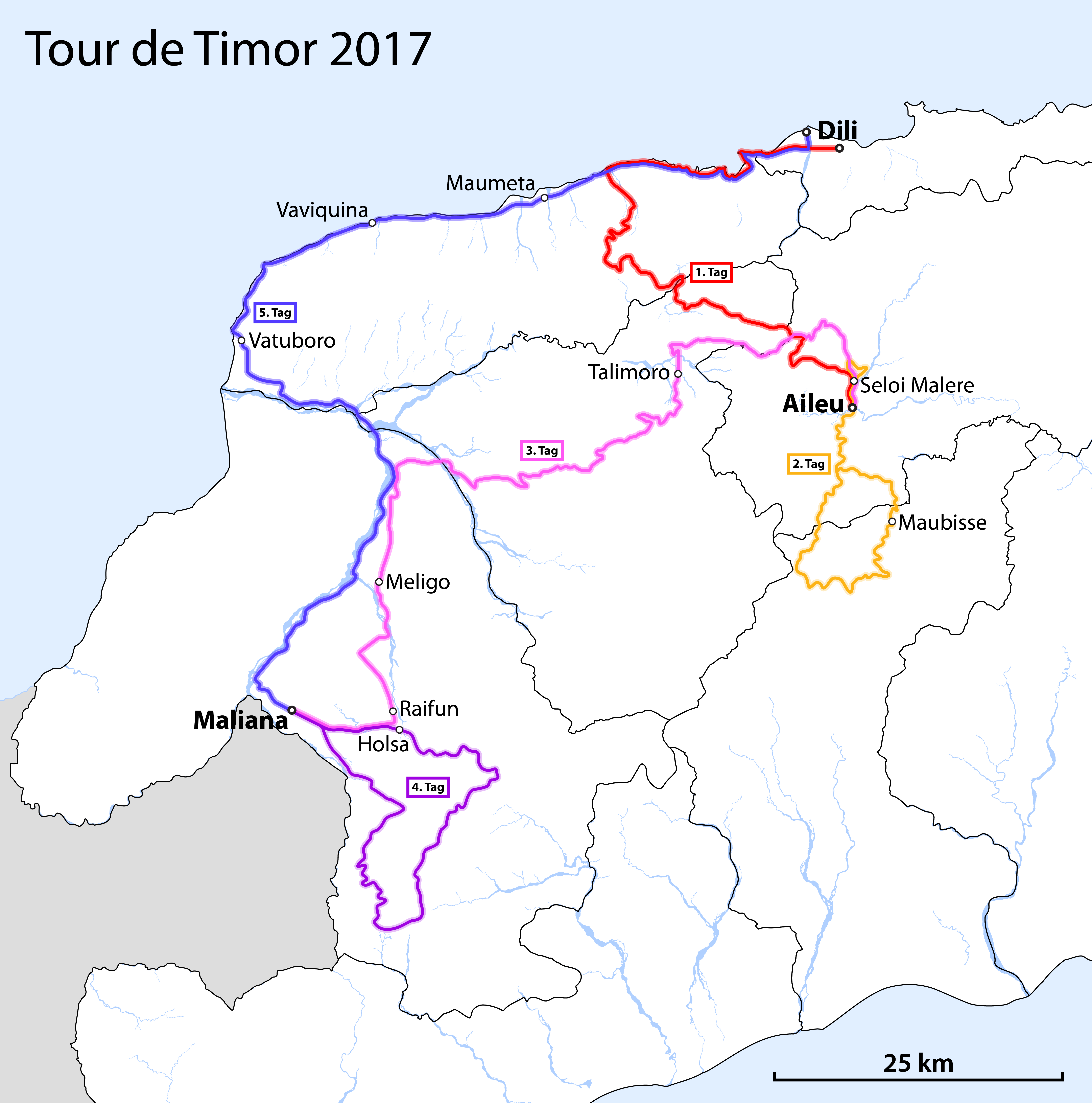
Strecke der Tour de Timor 2017

Die Tour de Timor 2017 war die neunte Ausgabe des jährlichen Mountainbikerennens in Osttimor. Sie fand vom 19. bis 23. September statt. Über 200 Fahrer nahmen an dem Rennen der UCI-Kategorie 3 teil.
In diesem Jahr trug die Tour den Untertitel „Timor-Leste-ASEAN Peace Bridge“. Ziel war der Start von Teilnehmern aus allen Mitgliedsstaaten der ASEAN. Osttimor strebt den baldigen Beitritt zu dem Staatenbündnis an. Die Namensgebung sollte den „Enthusiasmus und die Bereitschaft Osttimors demonstrieren“, der ASEAN anzugehören.
Die erste Etappe verlief von der Landeshauptstadt Dili nach Westen über Bazartete und Railaco nach Aileu. Die Strecke war 84 km lang und führte von Meereshöhe auf 1185 m. Am 20. September ging es südlich von Aileu auf einen Rundkurs über 81 km. Der höchste Punkt lag bei 2253 m. Am dritten Tag fuhren die Teilnehmer von Aileu nach Maliana über Gleno und Ermera über 114 km. Dem folgte auf der vierten Etappe wieder ein Rundkurs über 83 km. Am fünften Tag ging es entlang der Küste zurück nach Dili.
Gesamtsieger wurde bei den Männern der Portugiese David Vaz in 18:02:34. Bei den Frauen gewann die Australierin Peta Mullens in 20:52:39.